# Troy (Illinois)
Troy es una ciudad ubicada en el condado de Madison en el estado estadounidense de Illinois. En el Censo de 2010 tenía una población de 9888 habitantes y una densidad poblacional de 713,6 personas por km².

## Geografía
Troy se encuentra ubicada en las coordenadas 38°43′50″N 89°53′30″O / 38.73056, -89.89167. Según la Oficina del Censo de los Estados Unidos, Troy tiene una superficie total de 13,86 km², de la cual 13,7 km² corresponden a tierra firme y (1,1%) 0,15 km² es agua.

## Demografía
Según el censo de 2010, había 9888 personas residiendo en Troy. La densidad de población era de 713,6 hab./km². De los 9888 habitantes, Troy estaba compuesto por el 93,88% blancos, el 2,01% eran afroamericanos, el 0,32% eran amerindios, el 1,04% eran asiáticos, el 0,1% eran isleños del Pacífico, el 0,7% eran de otras razas y el 1,94% pertenecían a dos o más razas. Del total de la población el 2,62% eran hispanos o latinos de cualquier raza.